# Jan Kingma
Jan Kingma (Weidum, 6 januari 1927 – 31 juli 2006) was een Nederlands politicus van de PvdA.
Een deel van zijn jeugd bracht hij door in Beers dat net als zijn geboortedorp Weidum toen deel uit maakte van de gemeente Baarderadeel. In Engeland volgde hij een jaar een militaire opleiding voor de Eerste Divisie 7 December en daarna werd hij uitgezonden naar Nederlands-Indië waar die divisie werd ingezet bij de 'politionele actie'. Na een schot in zijn hoofd keerde hij in 1948 met het eerste zwaargewondentransport terug naar Nederland waarop hij weer ging wonen in Baarderadeel. Op verzoek van de burgemeester ging hij toen als leerling-ambtenaar werken bij de gemeente Baarderadeel. In 1951 maakte hij de overstap naar de gemeente Gaasterland maar vier jaar later keerde hij in de rang van hoofdcommies terug naar de gemeentesecretarie van Baarderadeel. In december 1964 werd Kingma de gemeentesecretaris van 's-Gravendeel en in mei 1972 volgde zijn benoeming tot burgemeester van Gouderak. Aansluitend was hij van maart 1979 tot zijn vervroegde pensionering in mei 1988 burgemeester van Egmond. Kingma overleed in 2006 op 79-jarige leeftijd.